# Puente del Diablo

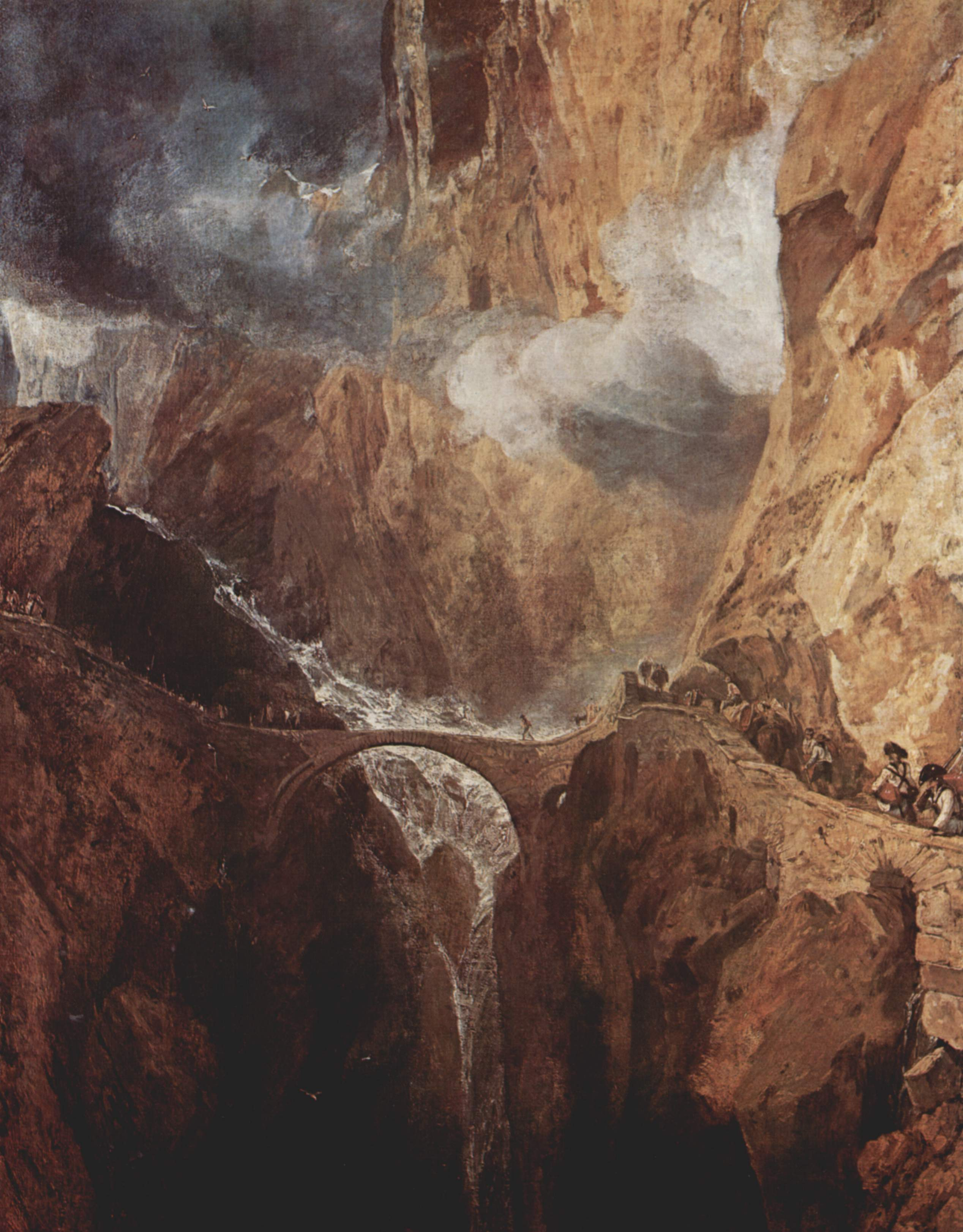
Die Teufelsbrücke St. Gotthard
(William Turner, 1803-04).
Representación romántica del paso de San Gotardo en Suiza.

La designación puente del Diablo hace referencia a varias docenas de antiguos puentes que, según la tradición popular, habrían sido construidos por el Diablo, con su ayuda, o incluso en contra de sus deseos. La mayoría son puentes en arco medievales, que se caracterizan, casi siempre, por los obstáculos técnicos superados en su construcción, aunque en muchas ocasiones también por su estética o gracia, o por su importancia económica o estratégica para la comunidad a la que servían.

## Leyendas

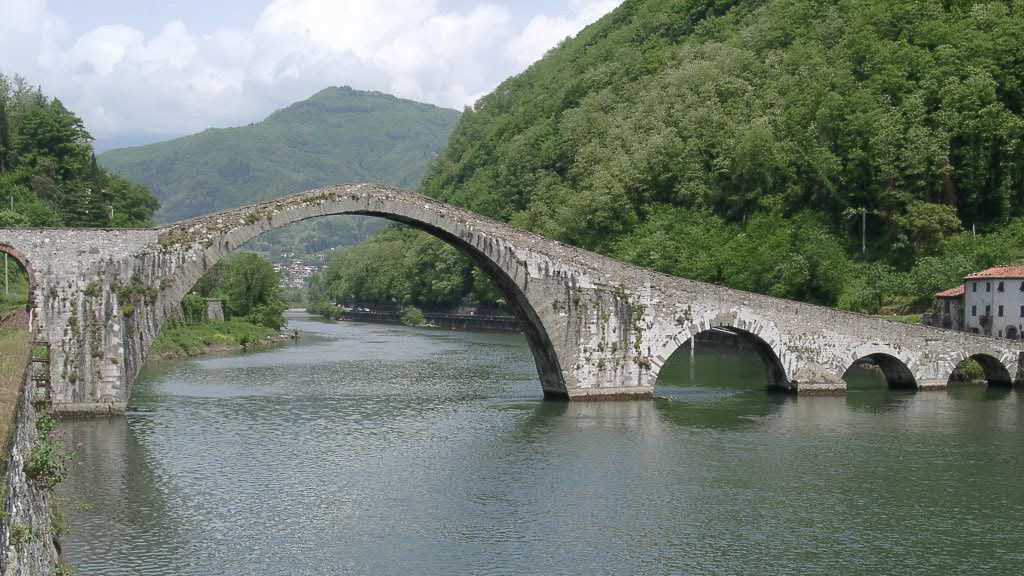
Puente del Diablo en Borgo a Mozzano.

Son varias las leyendas asociadas con este tipo de puentes. Muchas de ellas presentan a un constructor de puentes y al Diablo como su adversario; reflejando las dificultades que debieron enfrentar obreros y diseñadores en la construcción de los mismos.
Este sería el caso del famoso Teufelsbrücke erigido en el Paso de San Gotardo.
En otros casos la denominación testimonia el asombro ante el logro que representaban dichas construcciones; dado que algunos de esos puentes tuvieron, en su momento, los mayores arcos del mundo. Entre ellos el Puente del Diablo, en Martorell, el Puente del Diablo, en Céret o el Ponte del Diavolo (o Ponte della Maddalena), en Borgo a Mozzano, Toscana. (Véase Anexo:Puentes en arco más largos del mundo).
Ciertas versiones de la leyenda mencionan a una anciana o un simple pastor necesitados de cruzar un abismo, habrían hecho un pacto con el diablo; el demonio construiría el puente a cambio del alma del primero que lo cruzara. Después de realizada la obra, a menudo durante la noche, el Diablo era engañado por su adversario, por ejemplo, tirando un pan para atraer a un perro como primer transeúnte. En el caso del Steinerne Brücke de Regensburg, la leyenda habla de que el diablo habría ayudado en una competencia entre los constructores del puente y los de la catedral (de hecho, de construcción más tardía); terminada la obra con la victoria de los obreros de puente, un ligero golpe en el mismo ocasionó un salto del diablo al vacío sin conseguir su premio. Otro caso como el de un sargento y su unidad (en obvia desventaja) que al escapar de sus enemigos quedan atrapados en la punta de un cerro; el sargento hace un trato con el diablo y este le dice que si el puente queda terminado antes de que el gallo cante por tercera vez se llevara su alma, al final logran salvarse de milagro y continúan con su camino.
Alrededor de este tipo de puentes se han generado tal cantidad de leyendas que forman una categoría especial en el sistema de clasificación Aarne-Thompson de fábulas y cuentos de hadas (la categoría número 1191). Algunas de esas leyendas tienen elementos de otras categorías relacionadas, como por ejemplo Engañando al Diablo (categoría 1196) o El contrato del Diablo (categoría 756B).

## Puentes del Diablo (lista incompleta)

### España
- Puente del Infierno (Cangas del Narcea) ;
- Puente del Diablo (Belver), en la Cerdaña;
- Puente del Diablo (Cardona), en Cardona;
- Puente del Diablo (Castellbisbal), en Castellbisbal, Barcelona;
- Puente del Diablo (Castrejana), en Bilbao;
- Puente del Diablo (Colungo), en Huesca;
- Puente del Diablo (Cueto), en Cueto, Cantabria;
- Puente del Diablo (Lumbier), en Navarra;
- Puente del Diablo (Martorell), en Martorell, Barcelona;
- Puente del Diablo (Tarragona), en Tarragona;
- Puente del Diablo (San Miguel de Pedroso), en Burgos;
- Puente del Diablo (Durango), en Vizcaya;
- Puente del Diablo (Porquerizas), en La Mata de Ledesma (Salamanca);

### Francia
- Pont du Diable, en  Saint-Jean-de-Fos (gargantas del Hérault, Languedoc-Roussillon);
- Pont du Diable - Villemagne-l'Argentière (Herault, Languedoc-Roussillon);
- Pont du Diable - Beaugency;
- Pont du Diable, en Céret;
- Pont du Diable, en Foix;
- Pont du Diable, en Olargues;
- Pont du Diable, en Thueyts;
- Pont du Diable, en  Valentré;
- Pont du Diable, en Crouzet-Migette;

### Italia
- Ponte del Diavolo, en Ascoli Piceno, Marche;
- Ponte del Diavolo, en Blera, Lacio;
- Ponte del Diavolo (oficialmente Ponte Vecchio, también denominado Ponte Gobbo), en Bobbio, Emilia Romagna;
- Ponte del Diavolo (o Ponte della Maddalena), en Borgo a Mozzano, Toscana;
- Ponte del Diavolo, en Cavallara (una parte de Gualdo Cattaneo), Umbria;
- Ponte del Diavolo, en Cividale, Friul;
- Ponte del Diavolo (Ponte Vecchio), en Dronero, provincia de Cuneo, Piamonte;
- Ponte del Diavolo, en Lanzo Torinese, Piamonte;
- Ponticello del Diavolo, en Torcello, Veneto;

### Portugal
- Ponte do Diabo, en Vila Nova;
- Ponte do Diabo, en Misarela;

### Reino Unido
- Devil's Bridge, en Ceredigion, País de Gales;
- Devil's Bridge, en Kirkby Lonsdale, Cumbria;
- Devil's Bridge, en Horace Farm, Pennington Parish, Cumbria;

### Suiza
- Teufelsbrücke, en el Paso de San Gotardo;
- Tüfelsbrugg, en la Comuna de Egg;

### Alemania
- Rakotzbrücke, en Gablenz, Sajonia;
- Teufelsbrück, en el Jenischpark en Hamburgo;
- Teufelsbrücke, en el Bergpark que alberga el palacio de Wilhelmshöhe, en Kassel, Hesse;

### Resto de Europa
- Duivelsbrug, en Breda, Países Bajos;
- Puente del Diablo (Arda) (Дяволски мост, Dyavolski most), cerca de Ardino, Bulgaria;
- Hudičev most, en Bohinj, Eslovenia;
- Hudičev most, en Tolmin, Eslovenia;
- Moara Dracului, en Câmpulung Moldovenesc, Rumania;
- Kuradisild, en Tartu, Estonia;
- Γέφυρα του διαβόλου (Guéfyra tu diabólu), en Galatás, Grecia.

### América
- Puente del Diablo cercano a La Poma, en Salta, Argentina;
- Puente del Diablo Jujeño cercano a Tres Cruces, en Jujuy, Argentina;
- Puente del Diablo, en Potosí, Bolivia;
- Puente Malleco, en Collipulli, Chile;
- Puente del Común, en Bogotá-Chia, Colombia;
- Puente de Piedra, en Grecia, Provincia de Alajuela, Costa Rica;
- Puente de los Esclavos, Los Esclavos, Cuilapa, Departamento de Santa Rosa, Guatemala;
- Puente de Tololotlán, Puente Grande, Tonalá, Jalisco, México;
- Puente de Batanes, en Salvatierra, Guanajuato, México;
- Puente del diablo, en Navacoyán, Durango, México;
- Puente del diablo, en la Sierra Norte de Oaxaca, México;
- Puente del diablo, en Tipitapa, Managua, Nicaragua.

Puente del diablo.Puente de Ixtla Morelos México
- Puente del diablo, en Coatepec, Veracruz, México,